# Zira’a (Hims)
Zira’a (arab. زراعة) – miejscowość w Syrii, w muhafazie Hims. W 2004 roku liczyła 2250 mieszkańców.